# (9837) Jerryhorow
(9837) Jerryhorow est un astéroïde de la ceinture principale.

## Description
(9837) Jerryhorow est un astéroïde de la ceinture principale. Il fut découvert le 12 janvier 1986 à la station Anderson Mesa par Irwin Horowitz. Il présente une orbite caractérisée par un demi-grand axe de 2,71 UA, une excentricité de 0,02 et une inclinaison de 5,8° par rapport à l'écliptique.

## Compléments